# Matt Barkley
Pour les articles homonymes, voir Barkley.
(en) Statistiques sur pro-football-reference
Matthew Montgomery « Matt » Barkley, né le 8 septembre 1990 à Newport Beach, est un joueur américain de football américain évoluant au poste de quarterback.

## Biographie

### Carrière universitaire
Étudiant à l'université de Californie du Sud, il joue pour les Trojans d'USC de 2009 à 2012. Durant ces 4 années au poste de quarterback titulaire, il bat le record de touchdowns lancés par un quaterback de la Pacific-12 Conference, au nombre de 116 touchdowns à la passe.

### Carrière professionnelle
Il est sélectionné lors de la draft 2013 de la NFL à la 98e place, au quatrième tour, par les Eagles de Philadelphie.